# Saint-Jean-de-Serres
Saint-Jean-de-Serres is een gemeente in het Franse departement Gard (regio Occitanie) en telt 444 inwoners (1999). De plaats maakt deel uit van het arrondissement Alès.

## Geografie
De oppervlakte van Saint-Jean-de-Serres bedraagt 8,3 km², de bevolkingsdichtheid is 53,5 inwoners per km².
De onderstaande kaart toont de ligging van Saint-Jean-de-Serres met de belangrijkste infrastructuur en aangrenzende gemeenten.

## Demografie
Onderstaande figuur toont het verloop van het inwonertal (bron: INSEE-tellingen).